# Hooperman
Hooperman is een Amerikaanse comedy-drama televisieserie die van september 1987 tot juli 1989 werd uitgezonden op ABC. In Nederland werd de serie uitgezonden door de NCRV. Hoewel het niet het eerste comedy-drama was, werd Hooperman bij zijn première  beschouwd als de voorhoede van een nieuw televisiegenre, waarvoor critici de term "dramedy" bedachten.

## Uitgangspunt
Harry Hooperman (John Ritter), een politie-inspecteur in San Francisco, erft het vervallen appartementsgebouw waarin hij woont wanneer zijn bejaarde hospita vermoord wordt bij een overval. Hij krijgt er ook Bijoux bij, haar temperamentvolle jackrussellterriër. Vanwege de eisen die zijn baan als politieagent met zich meebrengt, huurt hij Susan Smith (Debrah Farentino) in als beheerder van het gebouw.

## Rolverdeling
- John Ritter - Detective Harry Hooperman
- Debrah Farentino - Susan Smith (1987–1988)
- Barbara Bosson - Captain C.Z. Stern
- Felton Perry - Inspector Clarence McNeil
- Clarence Felder - Inspector Bobo Pritzger
- Sydney Walsh - Officer Mo DeMott
- Joseph Gian - Officer Rick Silardi
- Alix Elias - Betty Bushkin

## Prijzen en nominaties
De pilotaflevering won in 1988 de Emmy Award voor "beste regie van een komedieserie".